# Kuppfilm
Kuppfilm, på engelska kallad heist movie, är en genre inom kriminalfilmen, i vilken en kriminell liga förbereder ett brott – en stöld, ett rån, ett bedrägeri eller dylikt – som ska göra dem enormt rika. Skurkarna framställs som gentlemannatjuvar – kuppen ska inte drabba någon fattig eller oskyldig. Polisen framstår som antingen inkompetent eller brutal.
Genren har en komisk gren som bland annat exemplifieras av Jönssonligan-filmerna.

## Klassiska kuppfilmer
- Rififi (1955)
- Storslam i Las Vegas (1960)
- Den perfekta stöten (1971)
- Fyra smarta bovar (1972)
- Buster (1988)
- The Italian Job (2003)
- Now you see me (2013)